# Куропатницьке джерело
Куропа́тницьке джерело́ — гідрологічна пам'ятка природи місцевого значення. Розташоване поблизу села Куропатники Тернопільського району Тернопільської області, у кварталі 47 виділі 6 Конюхівського лісництва Бережанського державного лісомисливського господарства в межах лісового урочища «Куропатники».

## Пам'ятка
Оголошене об'єктом природно-заповідного фонду рішенням Тернопільської обласної ради від 18 березня 1994 року. Перебуває у віданні ДП «Бережанське лісомисливське господарство».

## Характеристика
Площа — 0,5 га. Під охороною — джерело питної води, що має науково-пізнавальну й естетичну цінність.